# Богдановичский заказник
Богдановичский зоологический охотничий заказник имени А. А. Киселёва — государственный заказник площадью 57,6 тысячи гектаров, расположенный в Свердловской области в городских округах: Богданович, Белоярский и Каменский. Заказник создан 27 мая 1971 года для сохранения и воспроизводства популяции косули с высокими трофейными качествами. Основными охраняемыми видами животных являются: косуля, лось, куница, лисица, барсук, рысь, глухарь, тетерев.
По территории заказника, включающей как покрытые лесом территории, так и поля (заказник образован без изъятия земель) проходит железная дорога и Сибирский тракт, протекает река Кунара.